# District de Dewoin
Le district de Dewoin est une subdivision du comté de Bomi au Liberia.  
Les autres districts du comté de Bomi sont :
- Le district de Klay
- Le district de Mecca